# 白浜美千代
白浜 美千代（しらはま みちよ、1950年7月15日 - ）は、大阪府大阪市出身のイラストレーター。他、アバウト白浜の名でも活躍している。
女性向け雑誌や書籍の挿絵などを広く手がけている。またファッション誌『ヴァンテーヌ』の年間購読特典として白浜が手がけたポストカードがついたこともある。
趣味はサイクリング、遺跡巡りなど。

## 経歴
- 桑沢デザイン研究所、セツ・モードセミナーにてイラストを学ぶ。
- 1979年 - アジア、中近東方面を1年間旅行する。
- 1982年 - フリーランスのイラストレーターとなる。
- 1989年 - Fashion Institute of Technology（ニューヨーク）にてファッションドローイングを学ぶ。
- 1993年 - 銀座アップタイトギャラリーで個展。
- 1995年 - ギャラリーウエストで個展。
- 2002年 - ギャラリーパレアナで個展。
- 2003年 - 「講談社出版文化賞（さしえ部門）」受賞。

## 主な出版物
- 白浜美千代名義
  - ラルフ・マッカーシー著『ギリシャ神話』（1996年）
  - 林真理子著『anego』（2003年）
  - 鏡リュウジ著『心に効く魔法の杖プチ』（2005年）
- アバウト白浜名義
  - 佐伯チズ著『肌づくり絵本 美肌の花道 佐伯チズでございます!』（2006年）

他多数。